# Rábano de Aliste
Rábano de Aliste è un comune spagnolo di 463 abitanti situato nella comunità autonoma di Castiglia e León.